# Huťská hora
Huťská hora (německy Haidl, od toho někdy nazývaná též Zhůřská hora) (1188 m) patří mezi šumavské hory s nadmořskou výškou nad 1100 metrů. Je nejvyšším vrcholem Svojšské hornatiny. Výrazně oblý hřbet hory umožňuje turistům snadný přístup. Huťská hora se nachází asi 4 km vzdušnou čarou jihovýchodně od vesničky Svojše a asi 3,5 km severně od obce Horské Kvildy.

## Svahy Huťské hory
Hora je situována na samém severním okraji Šumavských plání] a její svahy směřující do vnitrozemí spadají do hlubokých údolí s potoky, které tvoří přítoky řeky Otavy. Severozápadní svahy Huťské hory vedou do údolí Rýžovního potoka a svahy západní se táhnou okolo Zhůřského potoka až k řece Vydře v úseku od Turnerovy chaty po Čeňkovu pilu. Východní a severovýchodní svahy Huťské hory se svažují do hlubokých údolí říčky (potoka) Losenice a Pěnivého potoka. Jihozápadní a jihovýchodní svahy Huťské hory pokrývají rozsáhlé pastviny a louky.

## Vrchol Huťské hory
Vrchol hory je zalesněn smrčinou na rozdíl od severních svahů, kde rostou smíšené lesy (chráněná II. zóna národního parku). Na vrcholu hory se kromě geodetického bodu nachází i bývalý vojenský objekt a to vysílací věž.

## Stavby na Huťské hoře
Asi 500 m východně od vrcholu se nachází pozůstatky sklářské hutě a to konkrétně zastřešená chladicí a tavicí věž. Samotná sklářská huť ukončila svou činnost na konci 19. století. Jihovýchodně pod vrcholem Huťské hory, na rozlehlé bezlesé pastvině, stávala bývalá osada Zhůří (Haidl). Ve druhé polovině 20. století byly na této pastvině vybudovány vojenské budovy, z větší části zbořené na začátku 21. století.

## Flora
Svahy Huťské hory jsou bohaté na šumavskou květenu. Mokřadní louky jsou na jaře porostlé koberci blatouchů, suchopýrem pochvatým a vyskytují se zde i prstnatce (zejména prstnatec májový). Na slunných částech luk roste vzácně hadí mord nízký. Během léta tu pak rozkvétá celá řada květin: několik druhů jestřábníků (jestřábník oranžový), prha arnika, několik druhů horských zvonků, zvonečník černý i zvonečník zelený a jiné.

## Nejbližší turistické cíle
- Ve vzdálenosti cca 600 m vzdušnou čarou od vrcholu Huťské hory přibližně severoseverovýchodním směrem (při žluté turistické značce) je možno nalézt pomník obětem letecké havárie u Zhůří. Na Štědrý den roku 1937 zde havarovalo letadlo Air France se třemi lidmi na palubě.[2] (GPS souřadnice: 49°05′22″ s. š., 13°33′16″ v. d.)[6]
- Ve vzdálenosti necelého kilometru vzdušnou čarou od vrcholu Huťské hory přibližně severoseverozápadním směrem roste (poblíž Zlaté stezky) mohutný strom na světlině v mladším porostu. Jedná se o solitérní chráněný památný strom České republiky tzv. Zhůřskou jedli.[2] (druh stromu: jedle bělokorá; výška stromu: 35; obvod kmene: 284 cm)[7] (GPS souřadnice: 49°05′54″ s. š., 13°32′54″ v. d.)

## Popis přístupu
K vrcholu Huťské hory je přístup nejsnáze po zelené turistické značce. (Tato značka právě v oblasti Huťské hory do značné míry kopíruje trasu původní Zlaté stezky). Zelená značka vede z města Kašperské Hory zhruba jižním směrem do obce Horská Kvilda. Turistický rozcestník "Huťská hora - odbočka" (nachází se jihovýchodně od vrcholu hory), vychází ze zelené značky a navede příchozí na cestu, která vede (zhruba po 500 metrech) přímo k vrcholu hory.

## Poznámka
Pod vrcholem Huťské hory je umístěn (na bývalé asfaltové signálce) několik set metrů od vrcholu (směrem k bývalým vojenským budovám) zhruba od roku 2013 tzv. fotopoint  s označením "Zhůří".